# Apozomus rupina
Espèce
Apozomus rupina est une espèce de schizomides de la famille des Hubbardiidae.

## Distribution
Cette espèce est endémique du Territoire du Nord en Australie,. Elle se rencontre dans le parc national Nitmiluk.

## Description
La femelle holotype mesure 3,20 mm.

## Publication originale
- Harvey, 1992 : The Schizomida (Chelicerata) of Australia. Invertebrate Taxonomy, vol. 6, no 1, p. 77-129.